# Brenda Blethyn
Brenda Anne Blethyn OBE (født 20. februar 1946) er en engelsk skuespiller. Hun er blevet Oscarnomineret to gange. I 1996 for bedste kvindelige hovedrolle for sin rolle som Cynthia Rose Purley i filmen Hemmeligheder og løgne (Secrets and Lies) og i 1998 for bedste kvindelige birolle som Mari Hoff i filmen Little voice - Den lille stemme.

## Filmografi
- 1990 – Heksene
- 1992 – Ved Floden
- 1996 – Hemmeligheder og løgne
- 1998 – Girls Night
- 1998 – Little Voice - Den Lille Stemme
- 2001 – En heldig næse
- 2002 – Sonny
- 2002 – En vild familie (stemme)
- 2002 – Pumpkin
- 2004 – Beyond the Sea
- 2005 – Peter Plys og Hafferlaffen (stemme)
- 2005 - Stolthed og fordom
- 2007 – Soning
- 2009 – London River
- 2009 – Dead Man Running
- 2011 – Vera (tv-serie)